# Беме (Нижня Саксонія)
Беме (нім. Böhme) — громада в Німеччині, розташована в землі Нижня Саксонія. Входить до складу району Гайдекрайс. Складова частина об'єднання громад Ретем/Аллер.
Площа — 36,99 км2. Населення становить 919 ос. (станом на 31 грудня 2021).

## Галерея

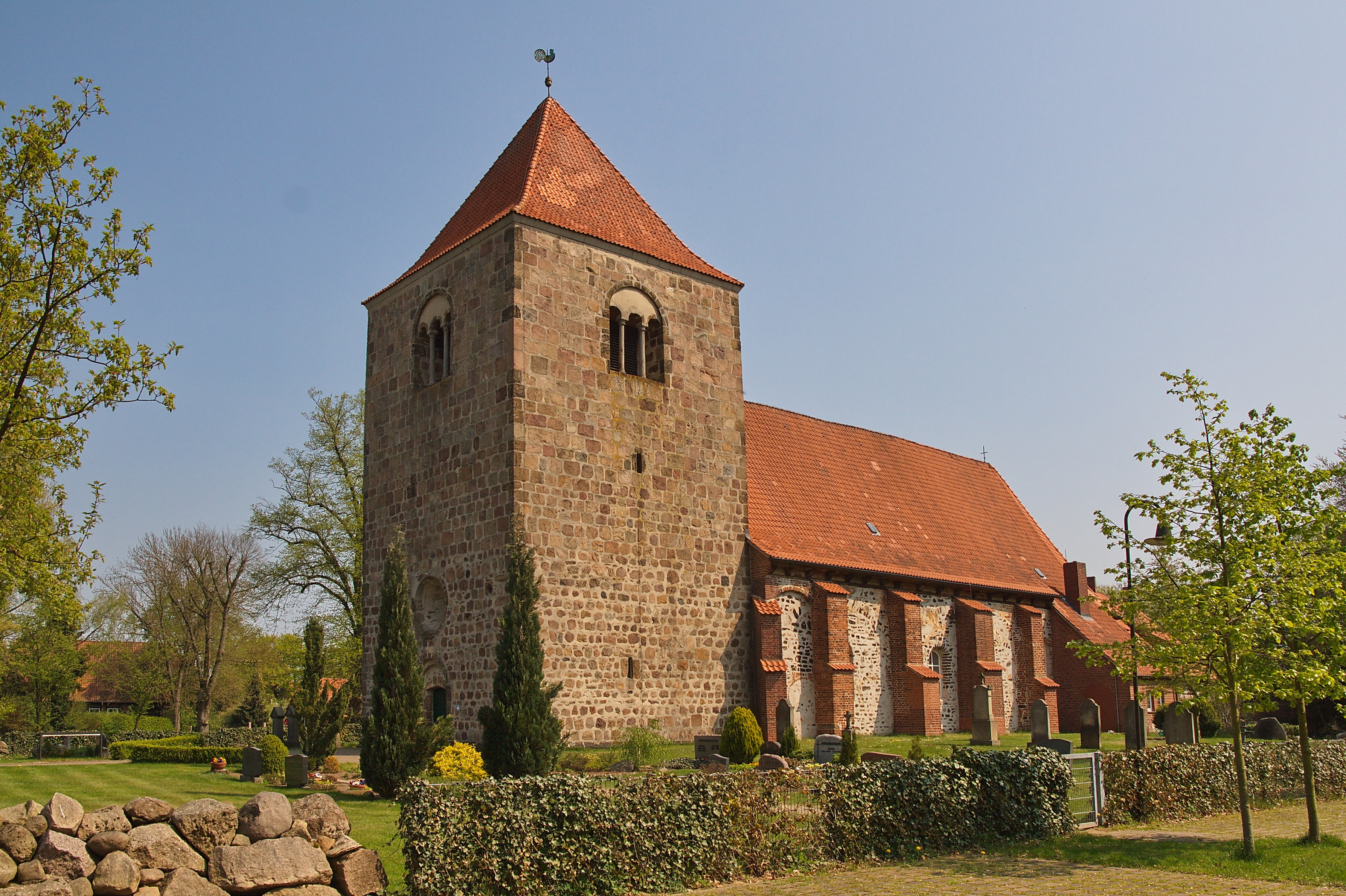

## Географії

### Адміністративний поділ
Громада  складається з 4 районів:
- Беме
- Бірде
- Альтенвалінген
- Кірхвалінген